# Torneio dos Campeões da CBF de 1982
O Torneio dos Campeões foi uma competição promovida pela Confederação Brasileira de Futebol (CBF), em 1982, vencida pelo America do Rio de Janeiro.
Disputado logo após a conclusão do Campeonato Brasileiro daquela temporada até os primeiros dias da Copa do Mundo FIFA de 1982. Participariam todos os campeões e vices das principais competições nacionais oficiais já organizadas pela CBD ou CBF, Campeonato Brasileiro, Torneio Roberto Gomes Pedrosa/Taça de Prata e Taça Brasil, também tendo-se o Torneio Rio-São Paulo, torneio antecessor do Robertão, como referência de classificação.
Dado que o total de clubes somava dezessete, a CBF convidou o America do Rio, que havia disputado 15 edições dos referidos nacionais, além de 12 edições do Rio-SP. Como o Flamengo (campeão brasileiro em 1980 e 1982) preferiu excursionar pelo exterior, abriu-se mais uma vaga, sendo utilizado o mesmo critério para uma preliminar: o Santa Cruz e o Paysandu, clubes com 14 e 16 participações nos torneios nacionais, respectivamente, disputaram uma partida em Recife. O clube pernambucano venceu e jogou a fase de grupos.
Nas quartas de final, quatro equipes do G12 foram eliminadas por equipes tradicionalmente descritas como "médias" no cenário nacional.
Foi a única vez em que dois títulos nacionais foram vencidos por dois times do Rio de Janeiro no mesmo ano; o Campeonato Brasileiro de 1982 foi vencido, em 25 de abril, pelo Flamengo.
Em 1978, a antiga CBD havia feito um torneio entre os campeões do Campeonato Brasileiro a partir de 1971, a Copa dos Campeões do Brasil. Foi disputada por apenas 3 times.
Em 2021, o America, representado por Edu Coimbra e outros três dirigentes, pediu à CBF que o título fosse reconhecido como edição do Campeonato Brasileiro. Em 2023, ao ser eleito presidente do Mecão, Romário afirmou ter interesse na unificação.

## Participantes
| Equipe           | Classificação                                                                                    |
| ---------------- | ------------------------------------------------------------------------------------------------ |
| America          | Participação em quinze torneios organizados pela CBD/CBF e doze edições do Torneio Rio–São Paulo |
| Atlético Mineiro | Campeão brasileiro em 1971                                                                       |
| Bahia            | Campeão da Taça Brasil em 1959                                                                   |
| Botafogo         | Campeão da Taça Brasil em 1968                                                                   |
| Corinthians      | Vice-campeão brasileiro em 1976                                                                  |
| Cruzeiro         | Campeão da Taça Brasil em 1966                                                                   |
| Fluminense       | Campeão do Robertão em 1970                                                                      |
| Fortaleza        | Vice-campeão da Taça Brasil em 1960 e 1968                                                       |
| Grêmio           | Campeão brasileiro em 1981                                                                       |
| Guarani          | Campeão brasileiro em 1978                                                                       |
| Internacional    | Campeão brasileiro em 1975, 1976 e 1979                                                          |
| Náutico          | Vice-campeão da Taça Brasil em 1967                                                              |
| Palmeiras        | Campeão da Taça Brasil em 1960 e 1967, do Robertão em 1967 e 1969, e brasileiro em 1972 e 1973   |
| Paysandu         | Participação em dezesseis torneios organizados pela CBD/CBF                                      |
| Portuguesa       | Campeã do Torneio Rio–São Paulo em 1952 e 1955                                                   |
| Santa Cruz       | Participação em quatorze torneios organizados pela CBD/CBF                                       |
| Santos           | Campeão da Taça Brasil em 1961, 1962, 1963, 1964 e 1965, e do Robertão de 1968                   |
| São Paulo        | Campeão brasileiro em 1977                                                                       |
| Vasco da Gama    | Campeão brasileiro em 1974                                                                       |

Observação: a Taça Brasil e o Torneio Roberto Gomes Pedrosa/Taça de Prata foram unificados como Campeonato Brasileiro, em 2010, que até então tinha a edição de 1971 como primeira edição. Na tabela acima utiliza-se a separação vigente na época.

## Regulamento
Superada a preliminar, os clubes foram divididos em quatro grupos, dois com cinco e dois com quatro, em sistema de ida e volta, classificando-se o vencedor de cada um dos turnos em cada um dos grupos. Assim, os primeiros do turno e returno do mesmo grupo enfrentaram-se nas quartas de final. Em caso de empate, prorrogação de trinta minutos e, caso necessário, disputa de pênaltis. No mata-mata, apenas a final foi disputada em dois jogos.

## Fase preliminar
Santa Cruz 1 x 0 Paysandu; data: 22 de abril de 1982.

## Fase de grupos
| Grupo A        |                  |                |                |                |                |                |                |                |                |      |                  |               |               |               |               |               |               |               |               |               |
| Primeiro turno | Primeiro turno   | Primeiro turno | Primeiro turno | Primeiro turno | Primeiro turno | Primeiro turno | Primeiro turno | Primeiro turno | Primeiro turno |      | Segundo turno    | Segundo turno | Segundo turno | Segundo turno | Segundo turno | Segundo turno | Segundo turno | Segundo turno | Segundo turno | Segundo turno |
| Pos.           | Time             | PG             | J              | V              | E              | D              | GP             | GC             | SG             | Pos. | Time             | PG            | J             | V             | E             | D             | GP            | GC            | SG            |               |
| 1              | Portuguesa       | 6              | 4              | 2              | 2              | 0              | 8              | 5              | 3              | 1    | Fluminense       | 7             | 4             | 3             | 1             | 0             | 5             | 2             | 3             |               |
| 2              | Corinthians      | 6              | 4              | 2              | 2              | 0              | 5              | 2              | 3              | 2    | Portuguesa       | 5             | 4             | 1             | 3             | 0             | 5             | 3             | 2             |               |
| 3              | Palmeiras        | 5              | 4              | 1              | 3              | 0              | 6              | 5              | 1              | 3    | Palmeiras        | 5             | 4             | 2             | 1             | 1             | 2             | 1             | 1             |               |
| 4              | Fluminense       | 2              | 4              | 1              | 0              | 3              | 3              | 5              | -2             | 4    | Corinthians      | 2             | 4             | 0             | 2             | 2             | 4             | 6             | -2            |               |
| 5              | Santa Cruz       | 1              | 4              | 0              | 1              | 3              | 3              | 8              | -5             | 5    | Santa Cruz       | 1             | 4             | 0             | 1             | 3             | 3             | 7             | -4            |               |
| Grupo B        |                  |                |                |                |                |                |                |                |                |      |                  |               |               |               |               |               |               |               |               |               |
| Primeiro turno | Primeiro turno   | Primeiro turno | Primeiro turno | Primeiro turno | Primeiro turno | Primeiro turno | Primeiro turno | Primeiro turno | Primeiro turno |      | Segundo turno    | Segundo turno | Segundo turno | Segundo turno | Segundo turno | Segundo turno | Segundo turno | Segundo turno | Segundo turno | Segundo turno |
| Pos.           | Time             | PG             | J              | V              | E              | D              | GP             | GC             | SG             | Pos. | Time             | PG            | J             | V             | E             | D             | GP            | GC            | SG            |               |
| 1              | São Paulo        | 7              | 4              | 3              | 1              | 0              | 3              | 0              | 3              | 1    | Guarani          | 5             | 4             | 2             | 1             | 1             | 8             | 7             | 1             |               |
| 2              | Guarani          | 4              | 4              | 2              | 0              | 2              | 6              | 5              | 1              | 2    | São Paulo        | 5             | 4             | 2             | 1             | 1             | 3             | 2             | 1             |               |
| 3              | Vasco da Gama    | 4              | 4              | 1              | 2              | 1              | 2              | 2              | 0              | 3    | Santos           | 4             | 4             | 2             | 0             | 2             | 6             | 5             | 1             |               |
| 4              | Botafogo         | 3              | 4              | 1              | 1              | 2              | 3              | 5              | -2             | 4    | Vasco da Gama    | 4             | 4             | 1             | 2             | 1             | 9             | 9             | 0             |               |
| 5              | Santos           | 2              | 4              | 1              | 0              | 3              | 3              | 5              | -2             | 5    | Botafogo         | 2             | 4             | 0             | 2             | 2             | 5             | 8             | -3            |               |
| Grupo C        |                  |                |                |                |                |                |                |                |                |      |                  |               |               |               |               |               |               |               |               |               |
| Primeiro turno | Primeiro turno   | Primeiro turno | Primeiro turno | Primeiro turno | Primeiro turno | Primeiro turno | Primeiro turno | Primeiro turno | Primeiro turno |      | Segundo turno    | Segundo turno | Segundo turno | Segundo turno | Segundo turno | Segundo turno | Segundo turno | Segundo turno | Segundo turno | Segundo turno |
| Pos.           | Time             | PG             | J              | V              | E              | D              | GP             | GC             | SG             | Pos. | Time             | PG            | J             | V             | E             | D             | GP            | GC            | SG            |               |
| 1              | America-RJ       | 4              | 3              | 1              | 2              | 0              | 3              | 2              | 1              | 1    | Atlético-MG      | 4             | 3             | 1             | 2             | 0             | 3             | 2             | 1             |               |
| 2              | Atlético-MG      | 3              | 3              | 1              | 1              | 1              | 4              | 3              | 1              | 2    | America-RJ       | 4             | 3             | 1             | 2             | 0             | 2             | 1             | 1             |               |
| 3              | Cruzeiro         | 3              | 3              | 0              | 3              | 0              | 4              | 4              | 0              | 3    | Grêmio           | 3             | 3             | 1             | 1             | 1             | 3             | 3             | 0             |               |
| 4              | Grêmio           | 2              | 3              | 0              | 2              | 1              | 2              | 4              | -2             | 4    | Cruzeiro         | 1             | 3             | 0             | 1             | 2             | 1             | 3             | -2            |               |
| Grupo D        |                  |                |                |                |                |                |                |                |                |      |                  |               |               |               |               |               |               |               |               |               |
| Primeiro turno | Primeiro turno   | Primeiro turno | Primeiro turno | Primeiro turno | Primeiro turno | Primeiro turno | Primeiro turno | Primeiro turno | Primeiro turno |      | Segundo turno    | Segundo turno | Segundo turno | Segundo turno | Segundo turno | Segundo turno | Segundo turno | Segundo turno | Segundo turno | Segundo turno |
| Pos.           | Time             | PG             | J              | V              | E              | D              | GP             | GC             | SG             | Pos. | Time             | PG            | J             | V             | E             | D             | GP            | GC            | SG            |               |
| 1              | Internacional-RS | 5              | 3              | 2              | 1              | 0              | 4              | 1              | 3              | 1    | Bahia            | 5             | 3             | 2             | 1             | 0             | 4             | 2             | 2             |               |
| 2              | Fortaleza        | 3              | 3              | 1              | 1              | 1              | 2              | 2              | 0              | 2    | Fortaleza        | 4             | 3             | 1             | 2             | 0             | 6             | 4             | 2             |               |
| 3              | Bahia            | 2              | 3              | 1              | 0              | 2              | 2              | 3              | -1             | 3    | Náutico          | 3             | 3             | 1             | 1             | 1             | 3             | 2             | 1             |               |
| 4              | Náutico          | 2              | 3              | 0              | 2              | 1              | 2              | 3              | -1             | 4    | Internacional-RS | 0             | 3             | 0             | 0             | 3             | 1             | 6             | -5            |               |

## Fase final
|  | Quartas de final | Quartas de final | Quartas de final |         |   | Semifinais | Semifinais | Semifinais |  |  | Final | Final   | Final | Final | Final |
|  |                  |                  |                  |         |   |            |            |            |  |  |       |         |       |       |       |
|  | 2tC              | Atlético Mineiro | 0                |         |   |            |            |            |  |  |       |         |       |       |       |
|  | 1tC              | America          | 1                |         |   |            |            |            |  |  |       |         |       |       |       |
|  | 1tC              | America          | 1                |         |   | America*   | 2          |            |  |  |       |         |       |       |       |
|  |                  |                  |                  |         |   | America*   | 2          |            |  |  |       |         |       |       |       |
|  |                  |                  | Portuguesa       | 2       |   |            |            |            |  |  |       |         |       |       |       |
|  | 2tA              | Fluminense       | Portuguesa       | 2       | 1 |            |            |            |  |  |       |         |       |       |       |
|  | 2tA              | Fluminense       |                  |         | 1 |            |            |            |  |  |       |         |       |       |       |
|  | 1tA              | Portuguesa       | 3                |         |   |            |            |            |  |  |       |         |       |       |       |
|  |                  |                  |                  |         |   |            |            |            |  |  |       | America | 1     | 2     |       |
|  |                  |                  |                  | Guarani | 1 | 1          |            |            |  |  |       |         |       |       |       |
|  | 1tD              | Internacional    | 2                |         |   |            |            |            |  |  |       |         |       |       |       |
|  | 2tD              | Bahia            | 3                |         |   |            |            |            |  |  |       |         |       |       |       |
|  | 2tD              | Bahia            | 3                |         |   | Bahia      | 0          |            |  |  |       |         |       |       |       |
|  |                  |                  |                  |         |   | Bahia      | 0          |            |  |  |       |         |       |       |       |
|  |                  |                  | Guarani          | 1       |   |            |            |            |  |  |       |         |       |       |       |
|  | 1tB              | São Paulo        | Guarani          | 1       | 0 |            |            |            |  |  |       |         |       |       |       |
|  | 1tB              | São Paulo        |                  |         | 0 |            |            |            |  |  |       |         |       |       |       |
|  | 2tB              | Guarani          | 1                |         |   |            |            |            |  |  |       |         |       |       |       |

*Nos pênaltis, America 4–3.

## Finais
Nos jogos decisivos, o America empatou com o Guarani no Brinco de Ouro (1 a 1) e ganhou no Maracanã (2 a 1, com 1 a 1 no tempo normal e 1 a 0 na prorrogação), em jogo disputado debaixo de muita chuva. O America, que estava invicto havia onze jogos, e o Guarani receberam dois milhões de cruzeiros cada um pelo televisionamento, e o ingresso de arquibancada da partida decisiva foi majorado para quinhentos cruzeiros.
| 12 de junho de 1982 | America-RJ                             | 2–1 | Guarani   | Maracanã, Rio de Janeiro (RJ) |
|                     | Moreno 13' · Gilson Gênio 25' (prorr.) |     | Delém 62' | Público: 11 329 pagantes Renda: Cr$ 5 099 600 Árbitro: RS Carlos Sérgio Rosa Martins Auxiliares: Olinto Preussler e Luis Carlos Tybursky |

- America: Gasperin; Chiquinho, Duílio, Everaldo e Zedilson (Sérgio Pinto); Pires, Gilberto e Eloi (João Luiz); Serginho, Moreno e Gilson Gênio. Técnico: Dudu.
- Guarani: Sidmar; Sotter, Darci , Oldair e Almeida; Éderson, Júlio César (Henrique) e Jorge Mendonça; João Luiz (Delém), Marcelo e Banana. Técnico: José Duarte.

## Premiação
| Torneio dos Campeões de 1982            |
| Rio de Janeiro                          |
| --------------------------------------- |
| America Football Club Campeão (invicto) |

## Artilheiros
- 6 gols:
  - Marcelo Vita (Guarani)
- 5 gols:
  - Osni Lopes (Bahia)
  - Roberto Dinamite (Vasco)

Fonte: 